# Bataliony Chłopskie

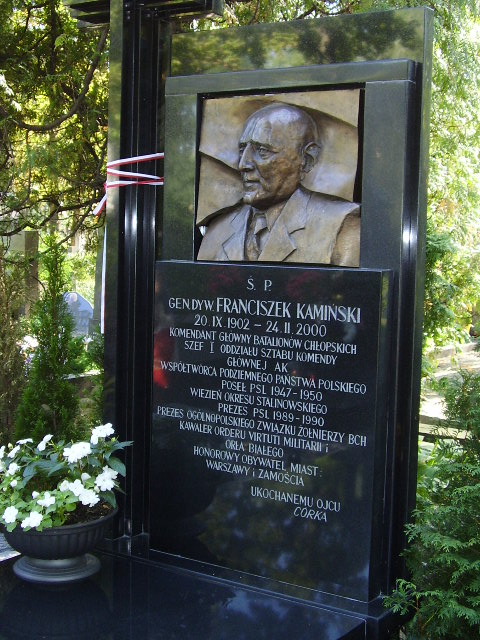
Lápide de Franciszek Kamiński, o comandante de BCh, no Cemitério de Powązki em Varsóvia.

Bataliony Chłopskie (BCh, Polonês Batalhões de Fazendeiros) foi um movimento de resistência na Polônia na Segunda Guerra Mundial, de organizações de guerrilha e partidária. A organização foi criada em meados de 1940 pelo partido político agrário Partido Popular e, em 1944, foi parcialmente integrado com a Armia Krajowa. Em sua altura, no verão de 1944, a organização tinha 160 mil membros.